# Eday
Eday es una isla localizada en el archipiélago de las islas Órcadas, en Escocia. Ocupando una superficie de casi 29 km², constituye la novena isla más grande de dicho archipiélago. Las principales industrias de la isla son la extracción de caliza y turba. Eday se encuentra conectada con Mainland mediante ferry y por aire.
- Datos: Q1282606
- Multimedia: Eday / Q1282606